# NGC 5993
NGC 5993 is een balkspiraalstelsel in het sterrenbeeld Ossenhoeder. Het hemelobject werd op 18 maart 1787 ontdekt door de Duits-Britse astronoom William Herschel.

## Synoniemen
- UGC 10007
- MCG 7-32-50
- ZWG 222.48
- KCPG 471B
- IRAS 15426+4116
- PGC 55918